# 梅郷 (青梅市)
梅郷（ばいごう）とは、東京都青梅市にある地名。現行行政地名は梅郷一丁目から梅郷六丁目。郵便番号は198-0063。

## 概要
市域西部に位置し、東京都道45号奥多摩青梅線が東西を貫く。地区の北側は秩父多摩甲斐国立公園に属している。

## 地理
多摩川の南岸に位置し、北岸は日向和田である。南西部は山地になっている。

## 歴史
「吉野村の歴史」を参照。
- 1889年（明治22年）4月1日 - 町村制施行により、下村三郷、畑中村、日影和田村、柚木村が合併し神奈川県西多摩郡吉野村が成立する。下村は大字下（しも）となる。下は江戸時代には一つの村であり、寛文年間には「下村はすこぶる大きな村であり」下分（別名を下郷、以下同：現在の梅郷1・2丁目）、中分（中郷：梅郷3～5丁目）、上分（上郷：梅郷六丁目）と分かれて呼称された[7][8][9]。
- 1893年（明治26年）4月1日 - 西多摩郡が南多摩郡、北多摩郡とともに東京府へ編入する。
- 1943年（昭和18年）7月1日 - 東京都制施行。
- 1955年（昭和30年）4月1日 - 三田村、小曽木村、成木村とともに青梅市へ編入する。大字下は吉野地区に属する。
- 1967年（昭和42年）6月 - 梅郷地区に新町区域指定、町名変更実施。大字下は梅郷一丁目から梅郷六丁目に変更[10]。

## 世帯数と人口
2021年（令和3年）3月1日現在の世帯数と人口は以下の通りである。
| 町丁       | 世帯数    | 人口    |
| ---------- | --------- | ------- |
| 梅郷一丁目 | 178世帯   | 434人   |
| 梅郷二丁目 | 199世帯   | 455人   |
| 梅郷三丁目 | 187世帯   | 418人   |
| 梅郷四丁目 | 231世帯   | 510人   |
| 梅郷五丁目 | 537世帯   | 1,268人 |
| 梅郷六丁目 | 556世帯   | 1,217人 |
| 計         | 1,888世帯 | 4,302人 |

## 小・中学校の学区
市立小・中学校に通う場合、学区は以下の通りとなる。
| 町名 | 小学校             | 中学校           |
| ---- | ------------------ | ---------------- |
| 全域 | 青梅市立第五小学校 | 青梅市立西中学校 |

## 施設など

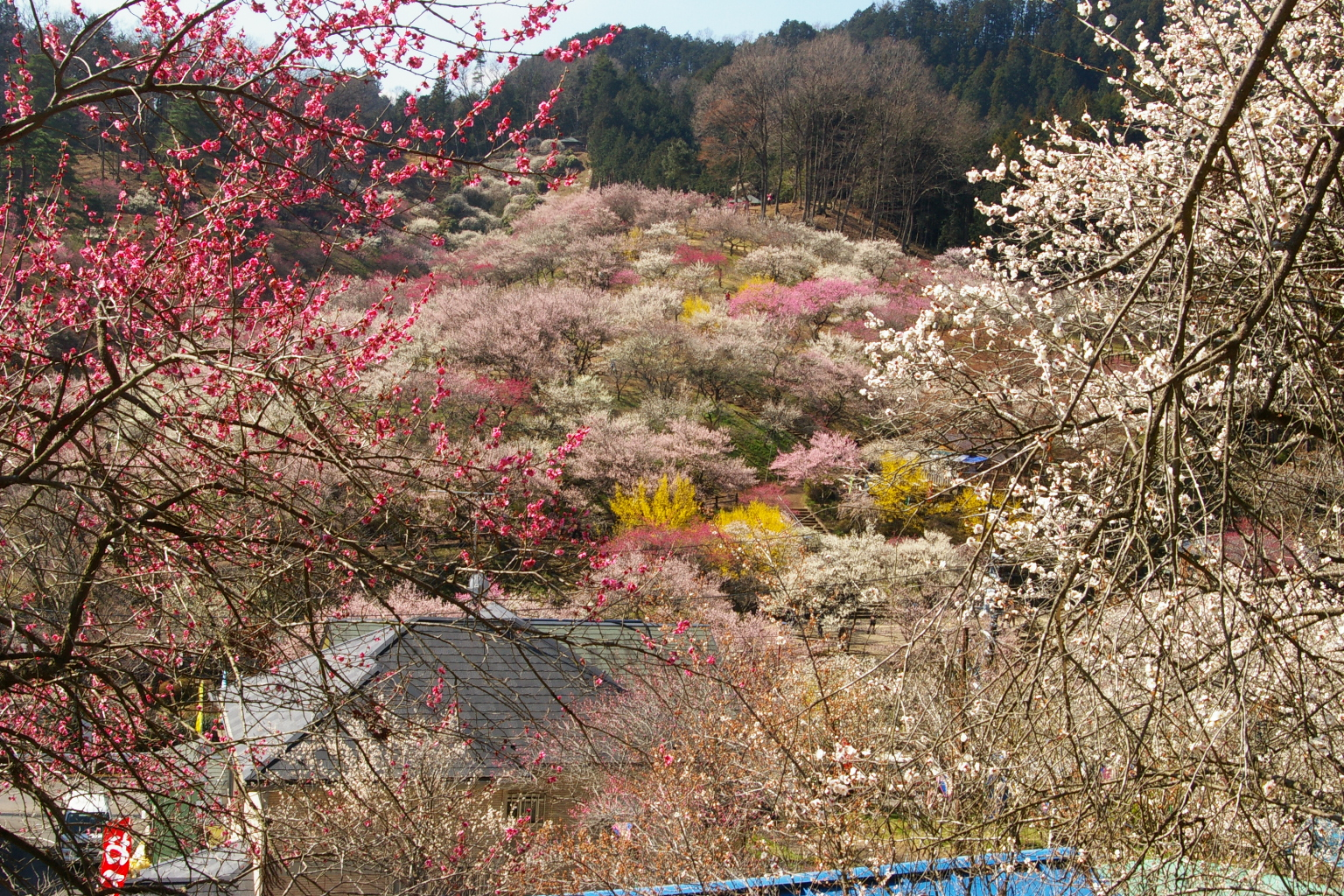
吉野梅郷

全域
- 青梅市消防団分団[12]
  - 第四分団 - 梅郷地区

梅郷一丁目
- 杉平公園
- 八幡神社

梅郷二丁目
- 青梅市梅の公園 - 梅郷四丁目を含む。
- 梅郷児童遊園
- 永泉稲荷神社
- 秋葉神社
- 竹林寺

梅郷三丁目
- 青梅市梅郷出張所
- 吉野郵便局
- 梅郷市民センター
- 梅郷診療所
- 青梅あけぼの幼稚園
- 梅郷保育園
- 青梅市立第五小学校
- 的場公園
- JA西東京グリーンセンター（吉野支店）

梅郷四丁目
- 中道梅園
- 青梅きもの博物館
- ファミリーマート青梅吉野梅郷店
- 琴平神社（元金刀比羅大権現）
- 梅郷菅原神社
- 天澤院

梅郷五丁目
- 梅郷五丁目運動広場
- エコス吉野店

梅郷六丁目
- 下目ノ内公園
- 青梅市立西中学校
- 下山八幡神社
- 八坂神社
- 飯縄神社
- 大聖院

## 交通
都営バス路線が吉野街道経由で青梅駅方面に路線を伸ばす。鉄道は橋を渡りJR青梅線二俣尾駅・日向和田駅を利用する。奥多摩駅・拝島駅・立川駅・新宿駅・東京駅方面へアクセスが容易であり、行楽シーズンには臨時快速列車が三鷹駅まで走る。

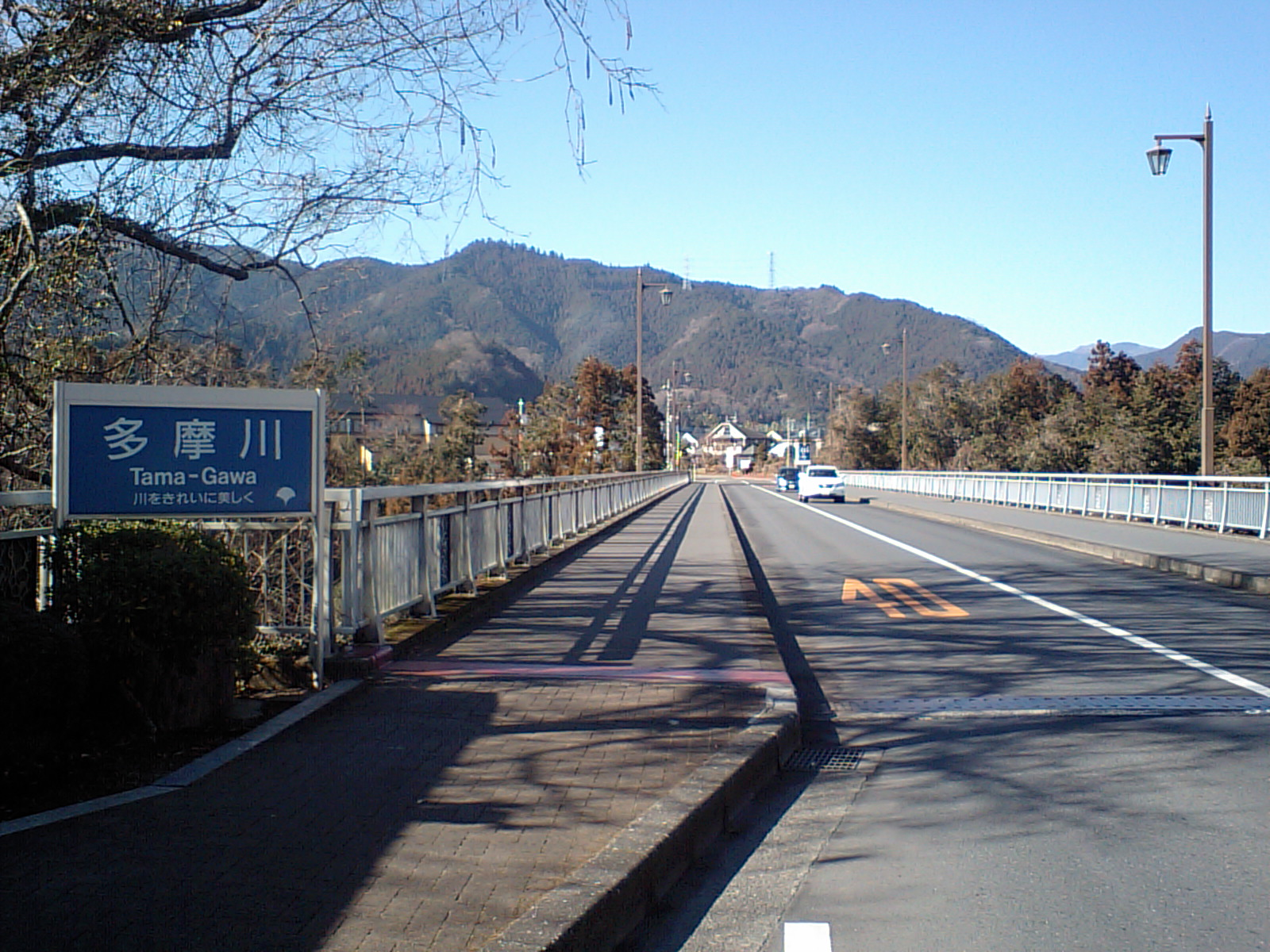
神代橋

- 東京都道45号奥多摩青梅線（吉野街道）
- 東京都道199号梅郷日向和田線